# 林洪 (宋朝進士)
林洪（?—?），字龍發，號可山。泉州（今属福建省）人。
先祖林瓚。曾經從葉紹翁學，是南宋詩人，稱林和靖爲“吾翁”，自稱林和靖的七世孫。晚年寓居杭州，有火災，收藏焚毀殆盡。另著有《山家清事》、《山家清供》等，其中《山家清供》是一本食譜，可大約了解南宋的飲食文化。